# Danh sách thành phố và cộng đồng chưa hợp nhất tại Oregon

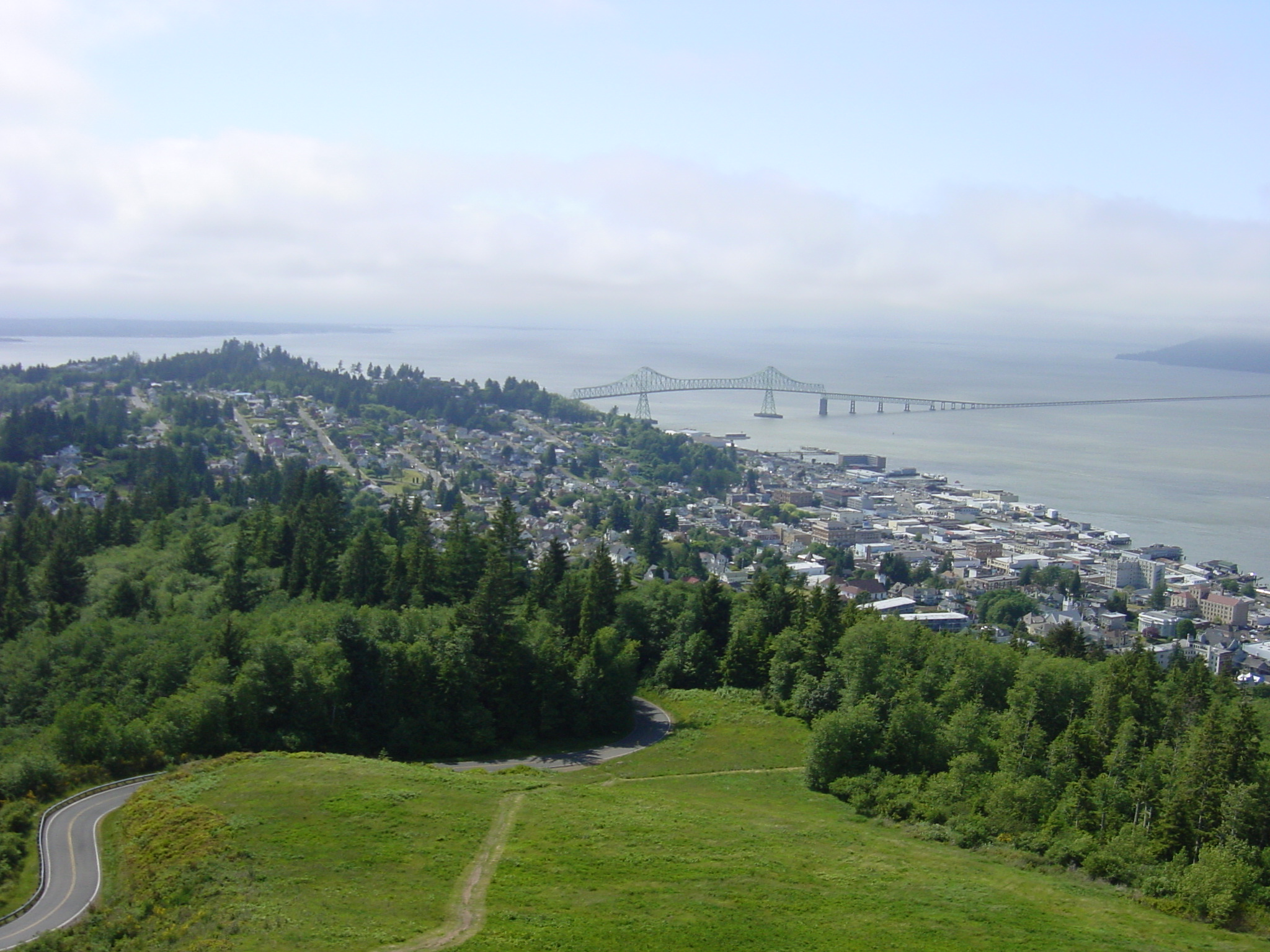
Astoria

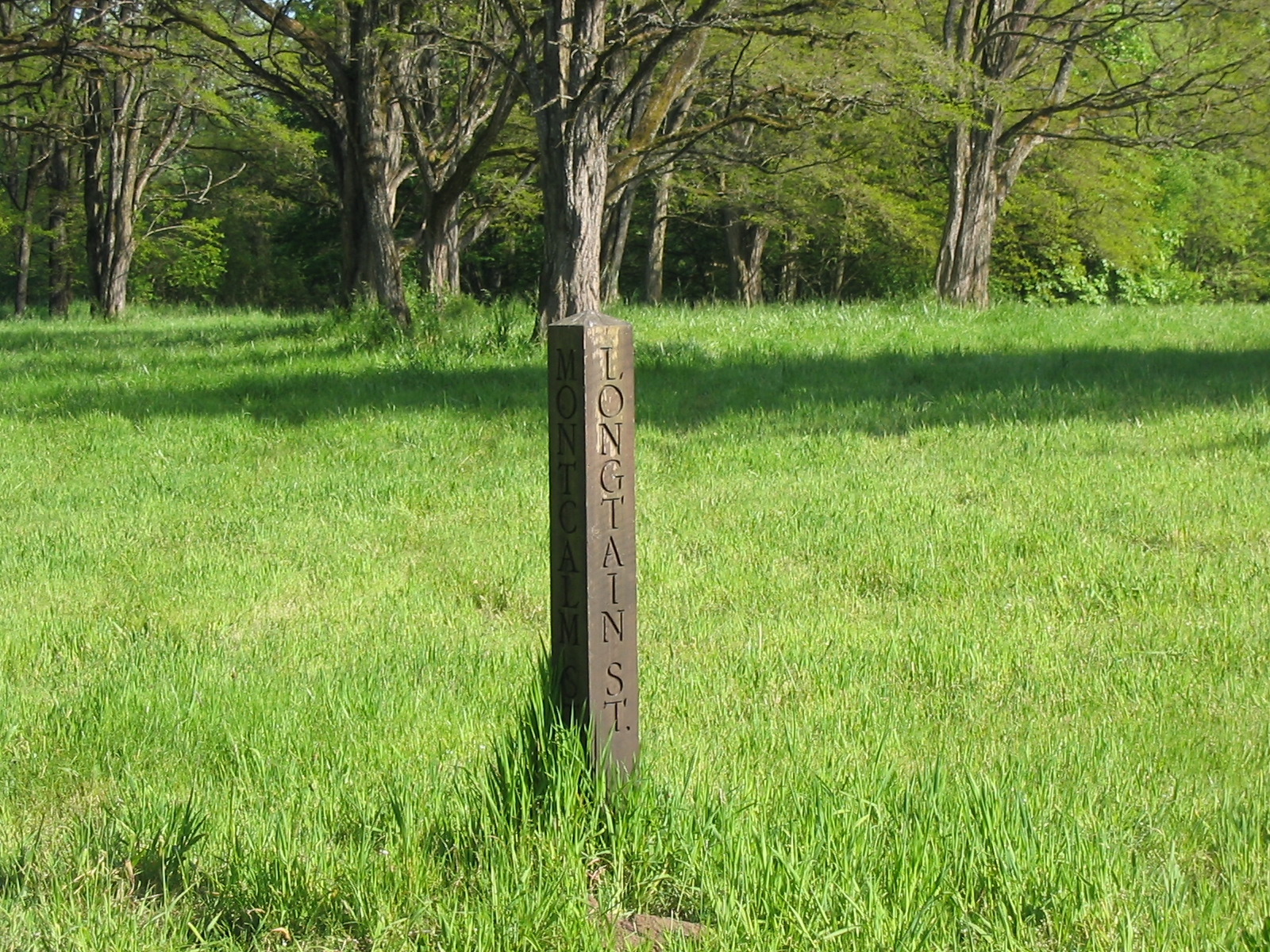
Champoeg (thị trấn không người)

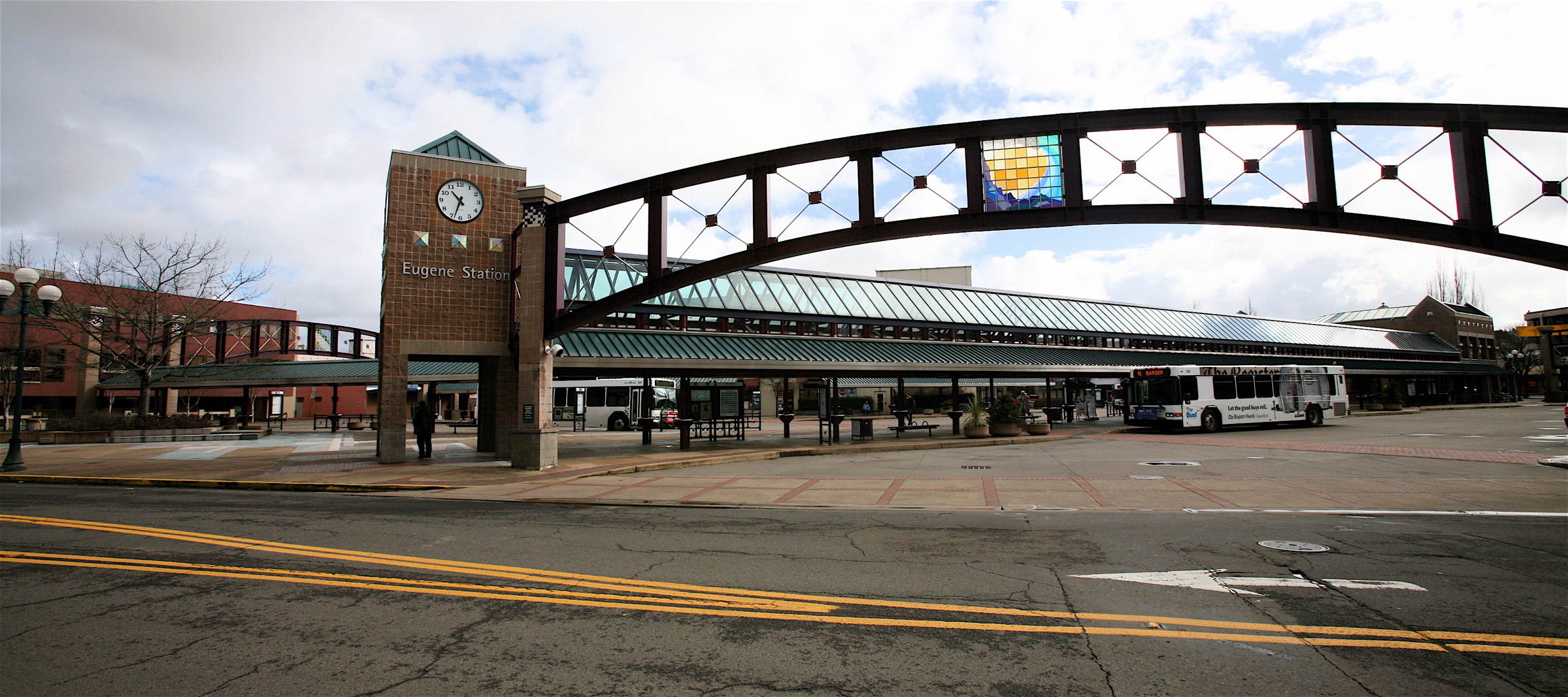
Eugene

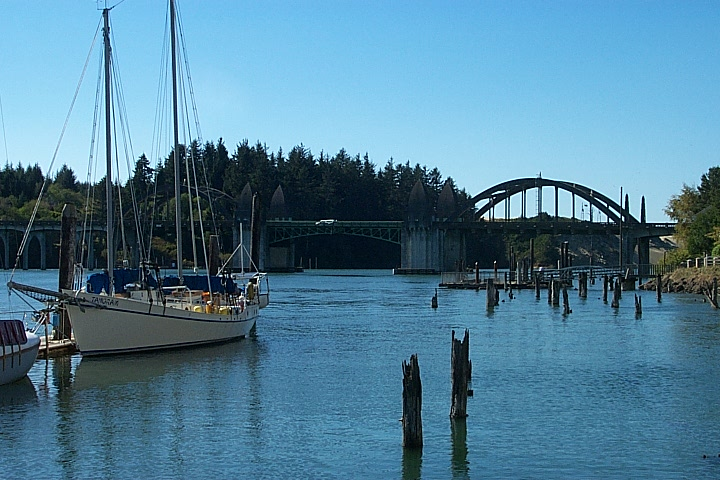
Florence

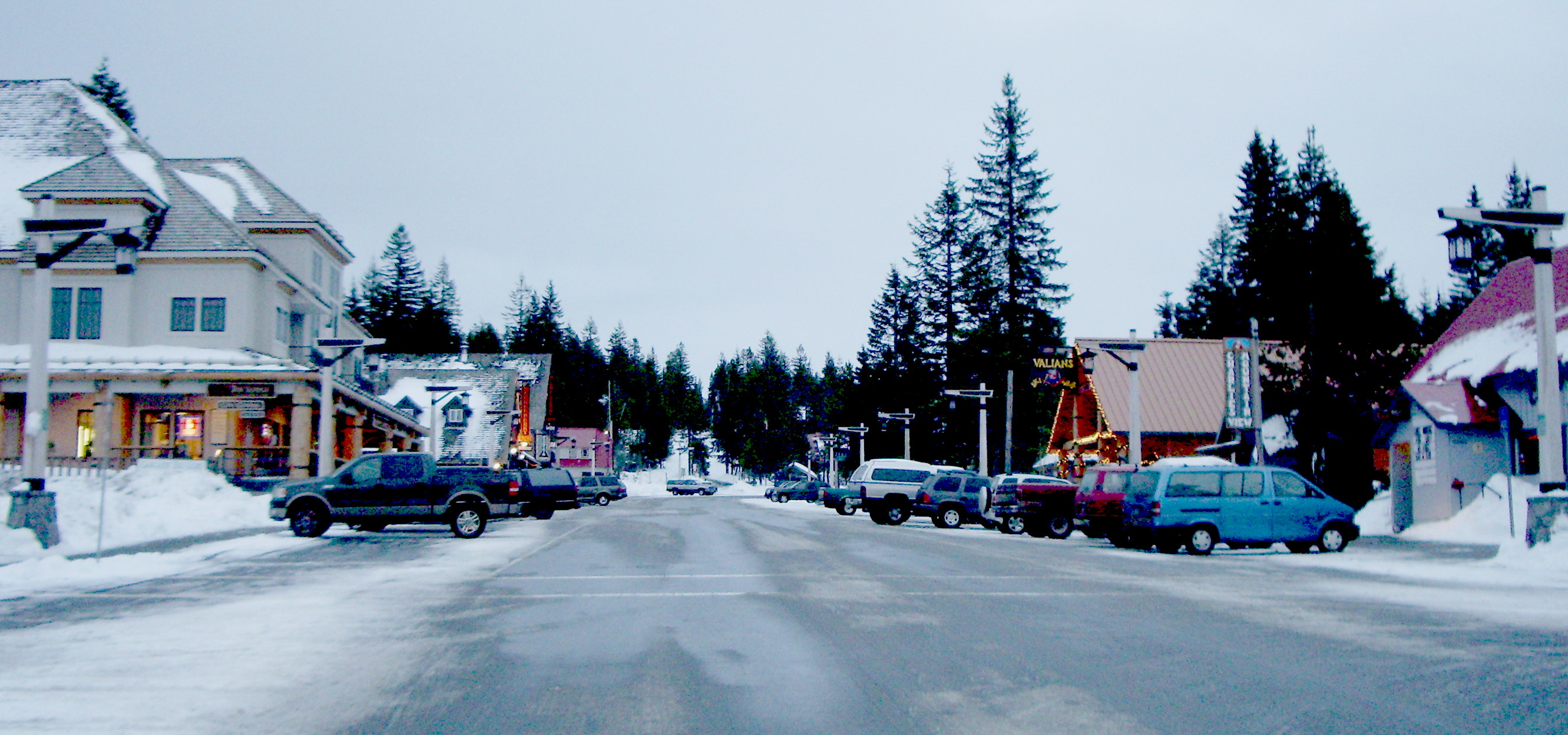
Government Camp

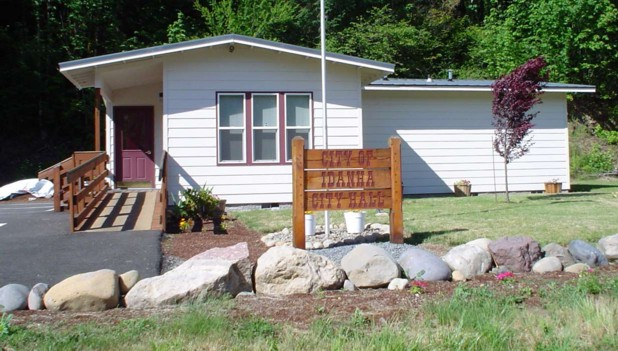
Idanha

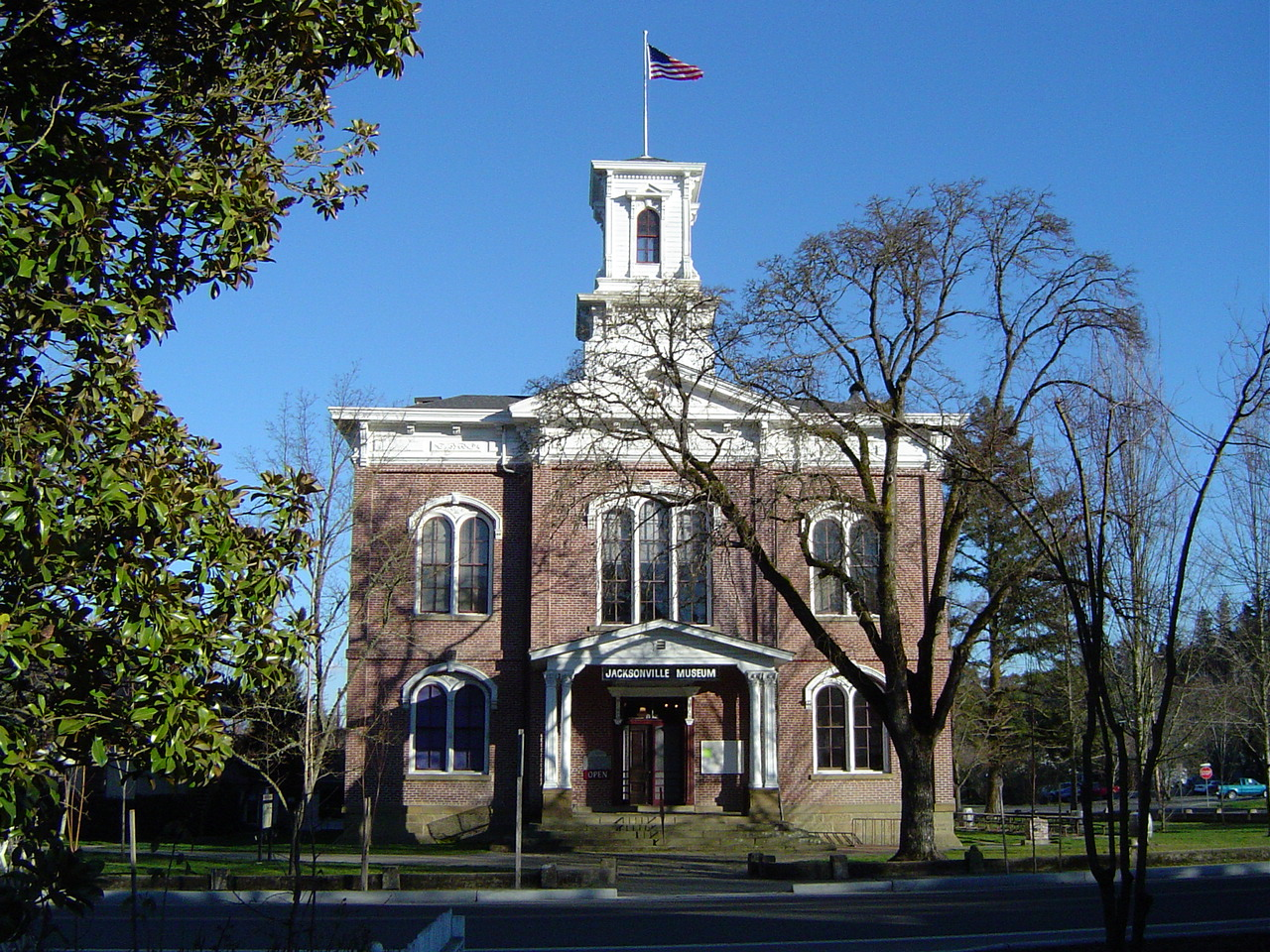
Jacksonville

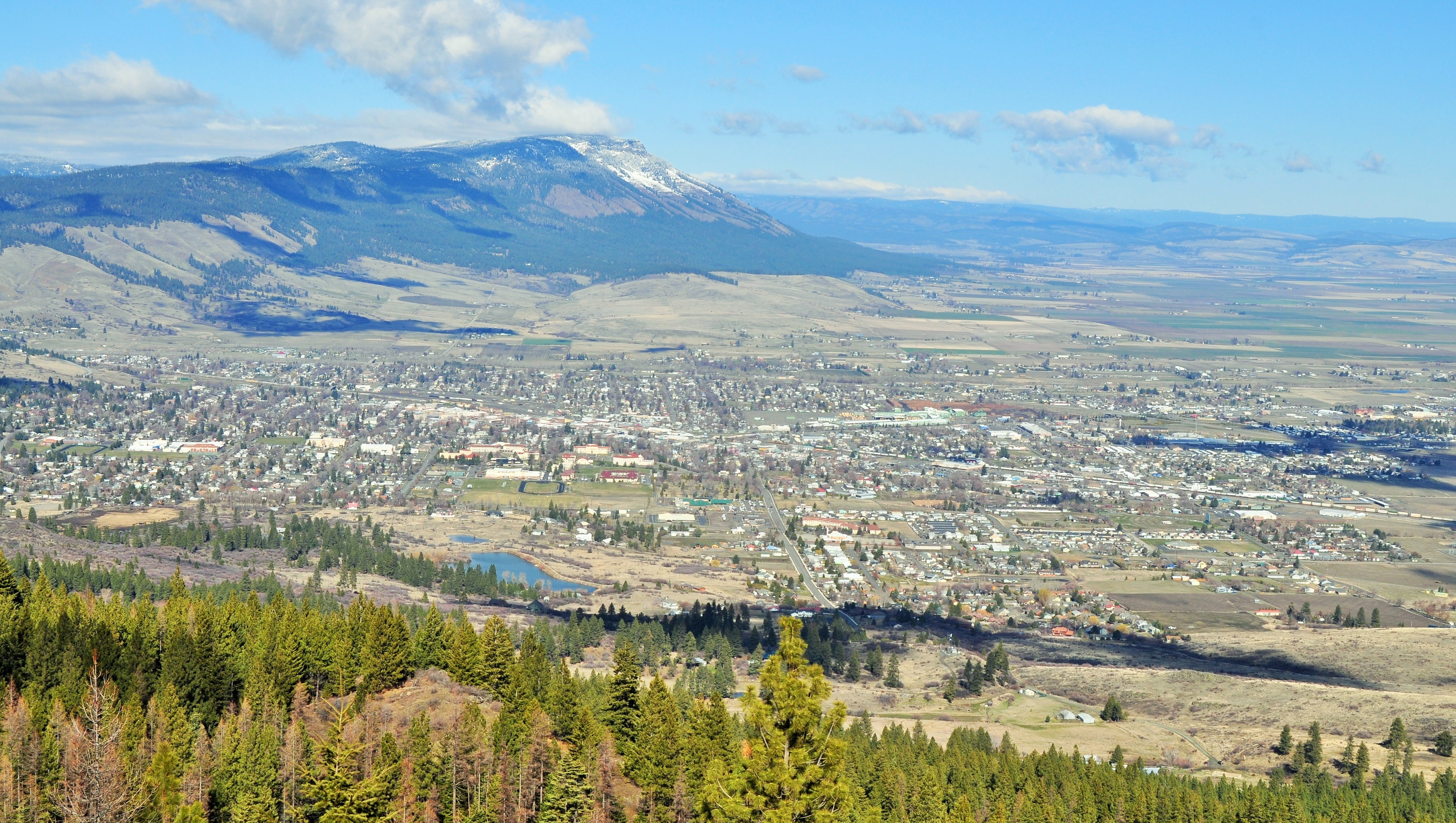
La Grande

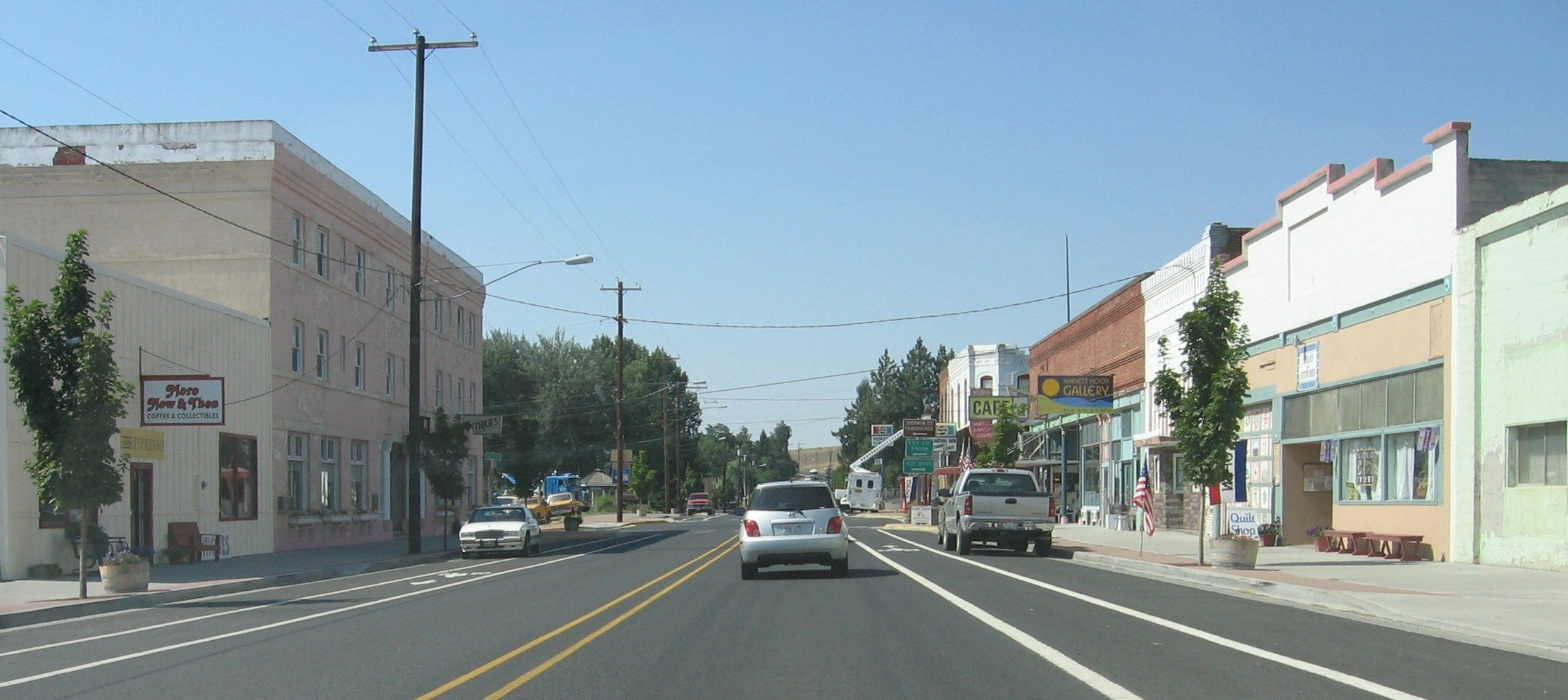
Moro

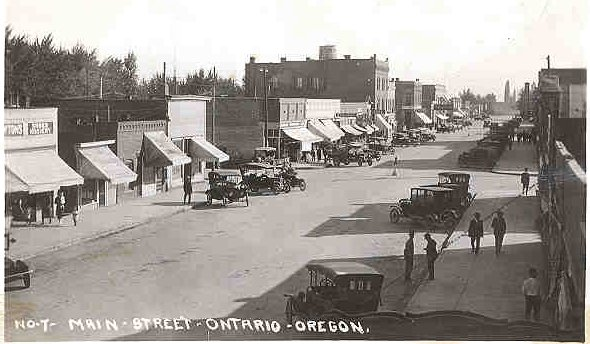
Ontario

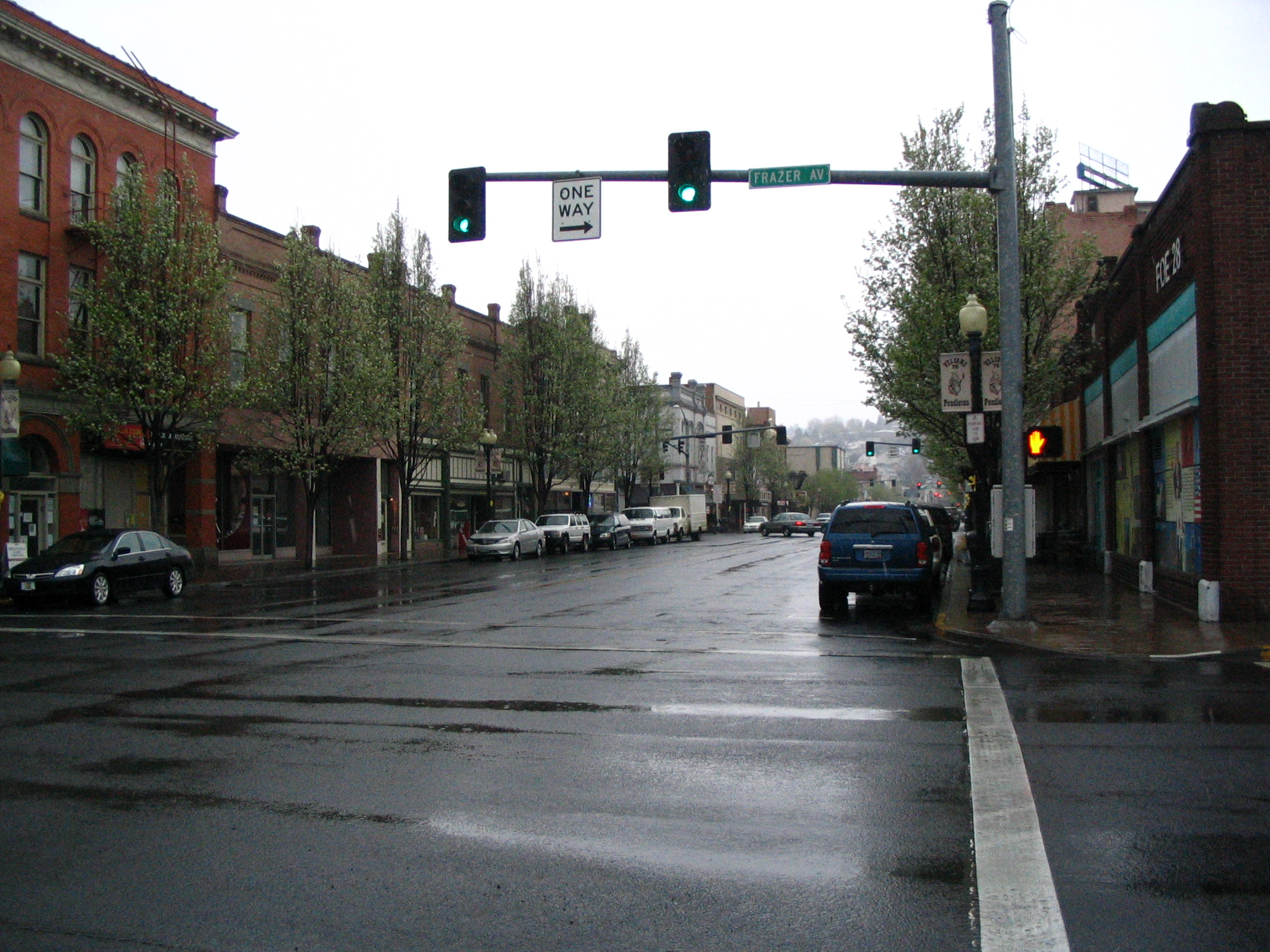
Pendleton

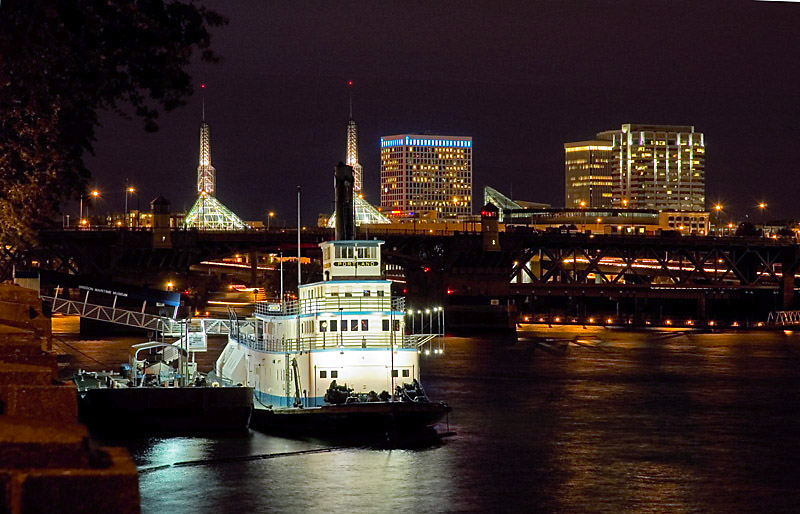
Portland

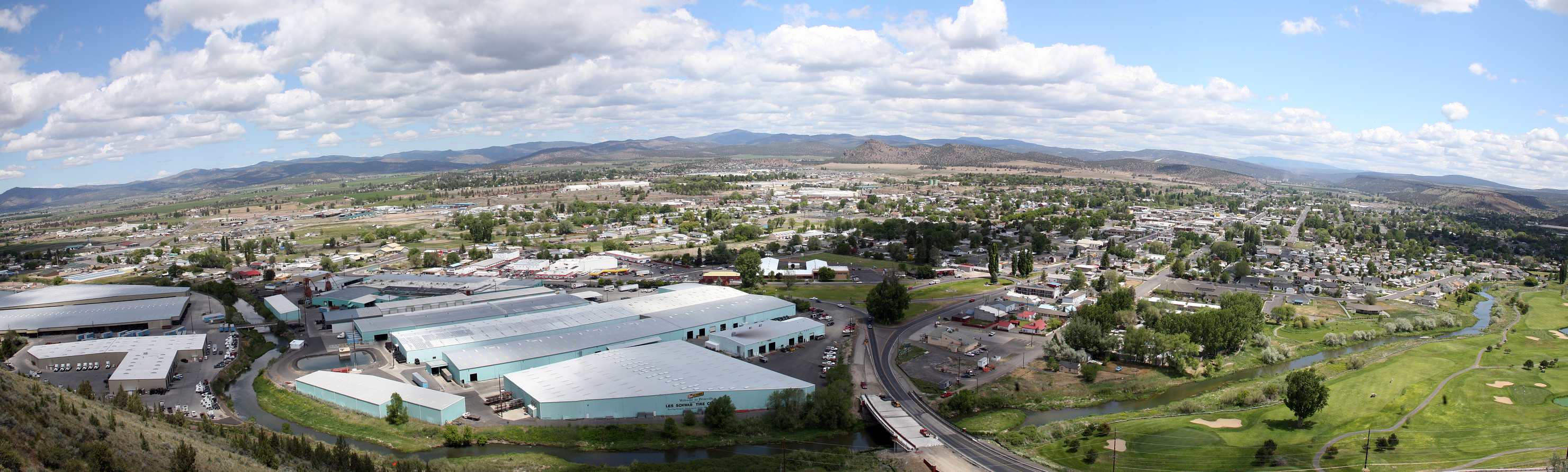
Prineville

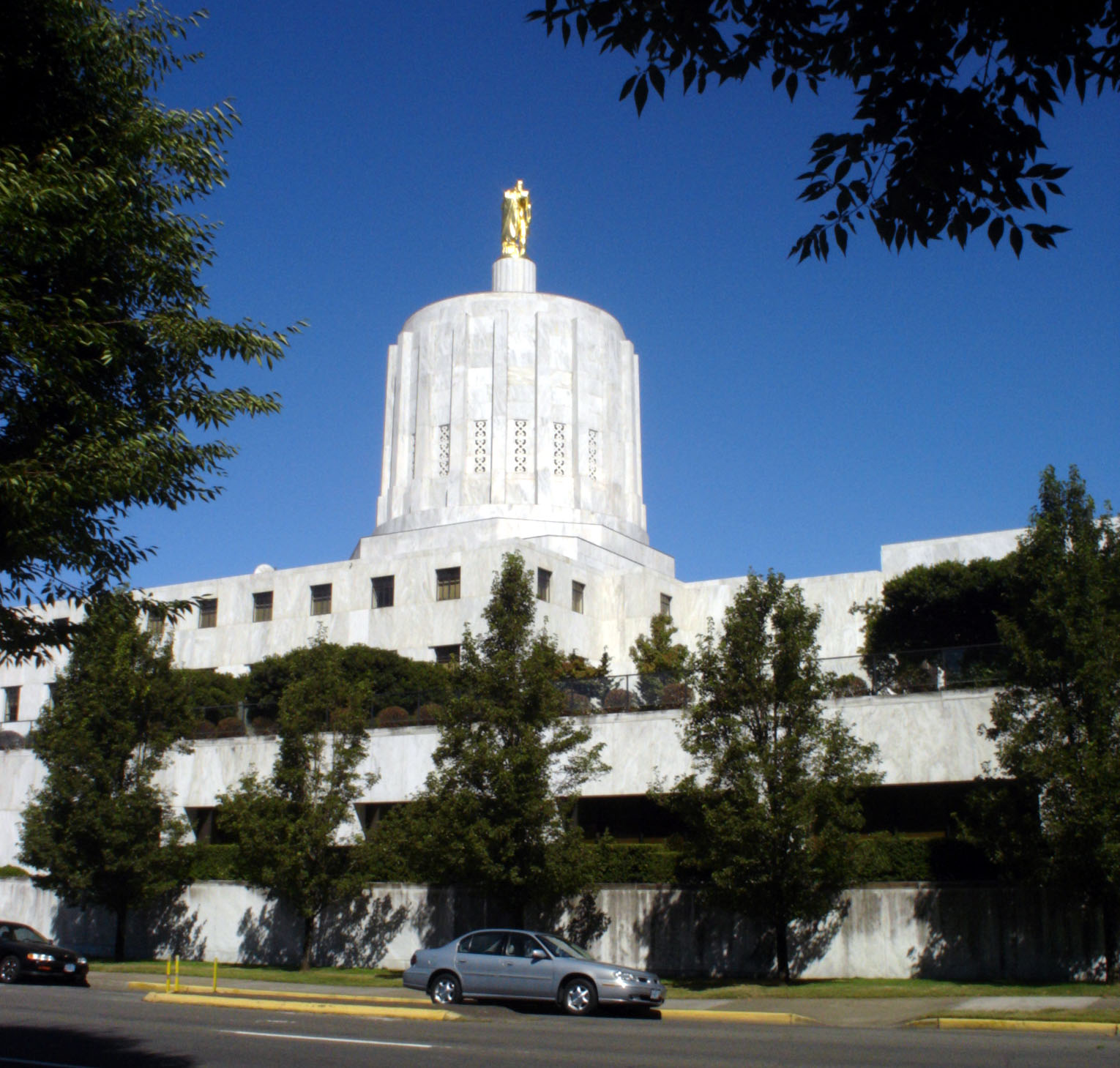
Salem

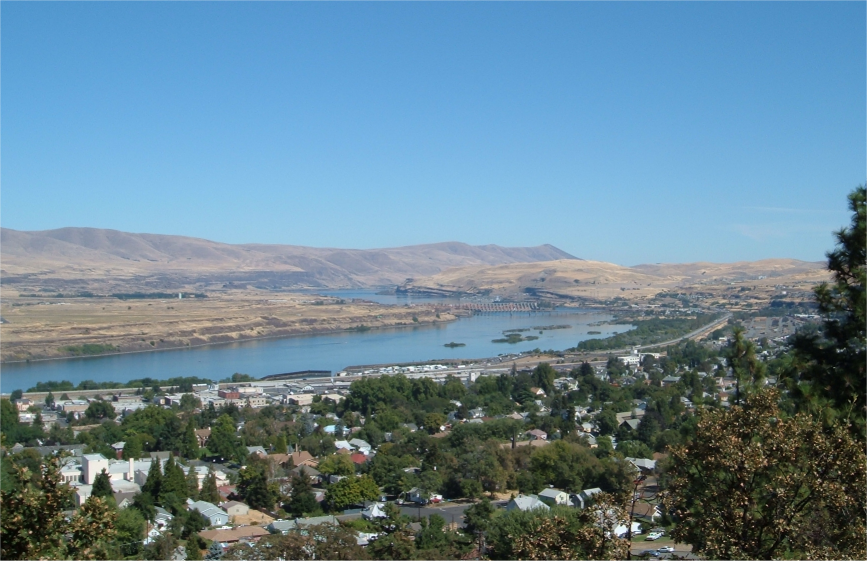
The Dalles

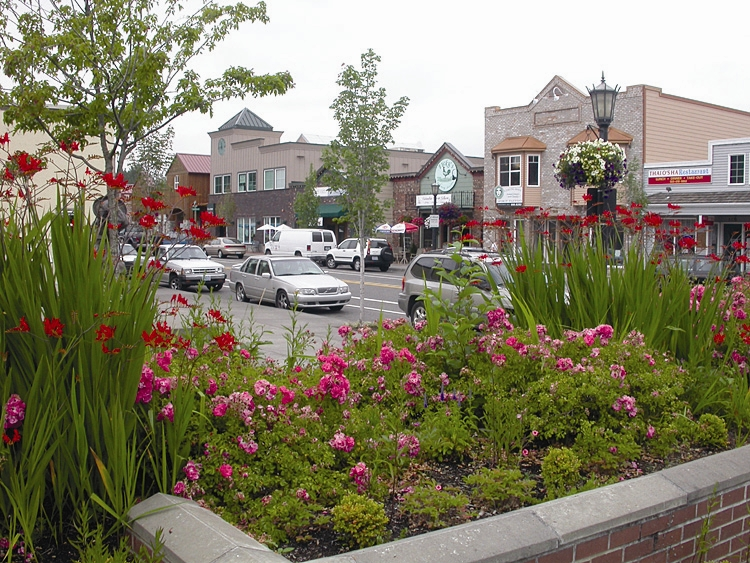
Troutdale

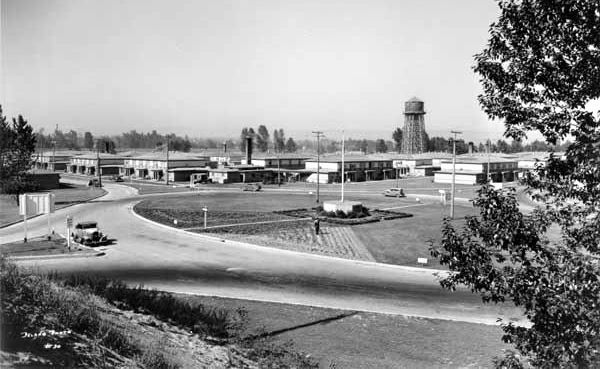
Vanport

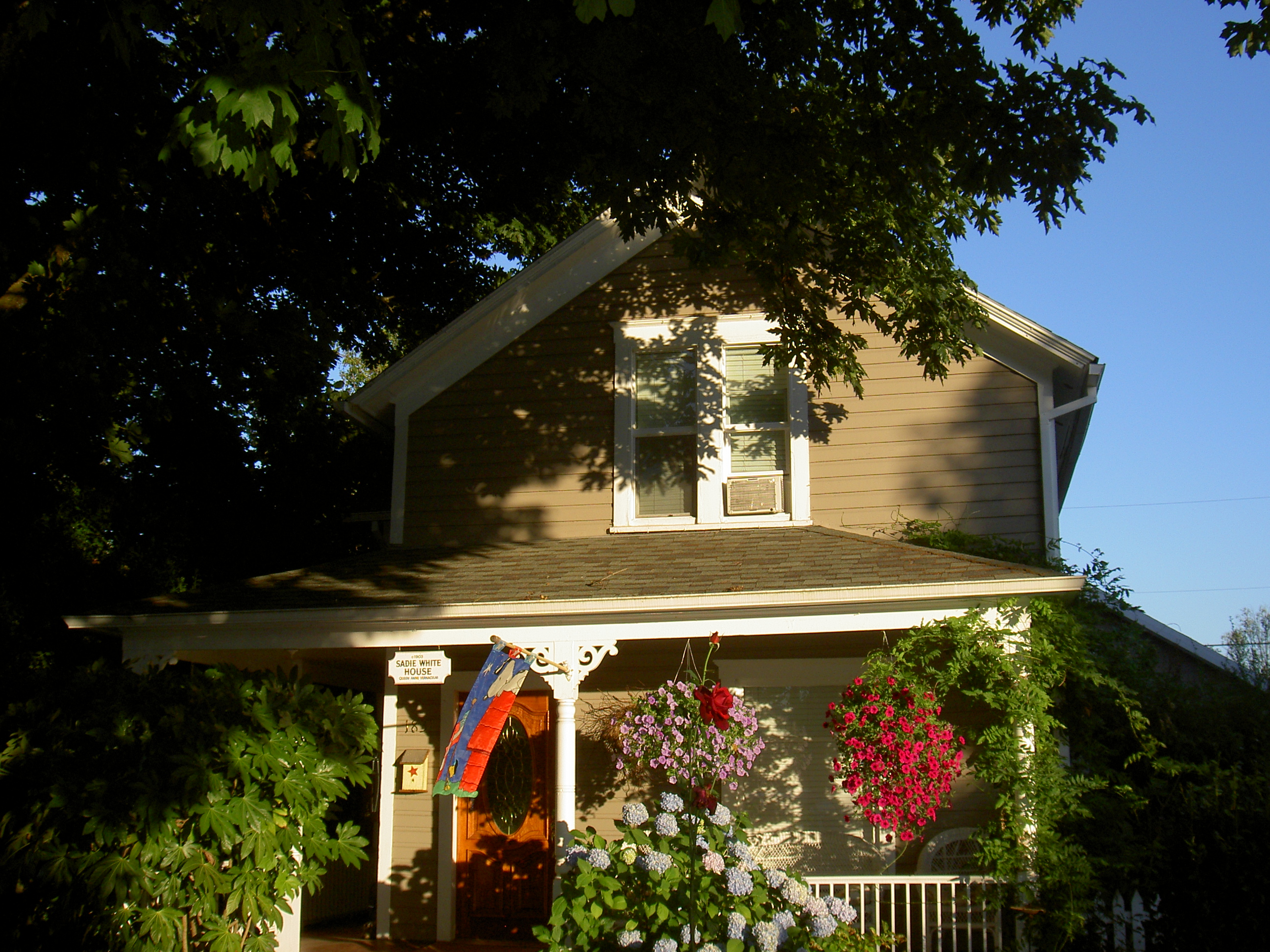
West Linn

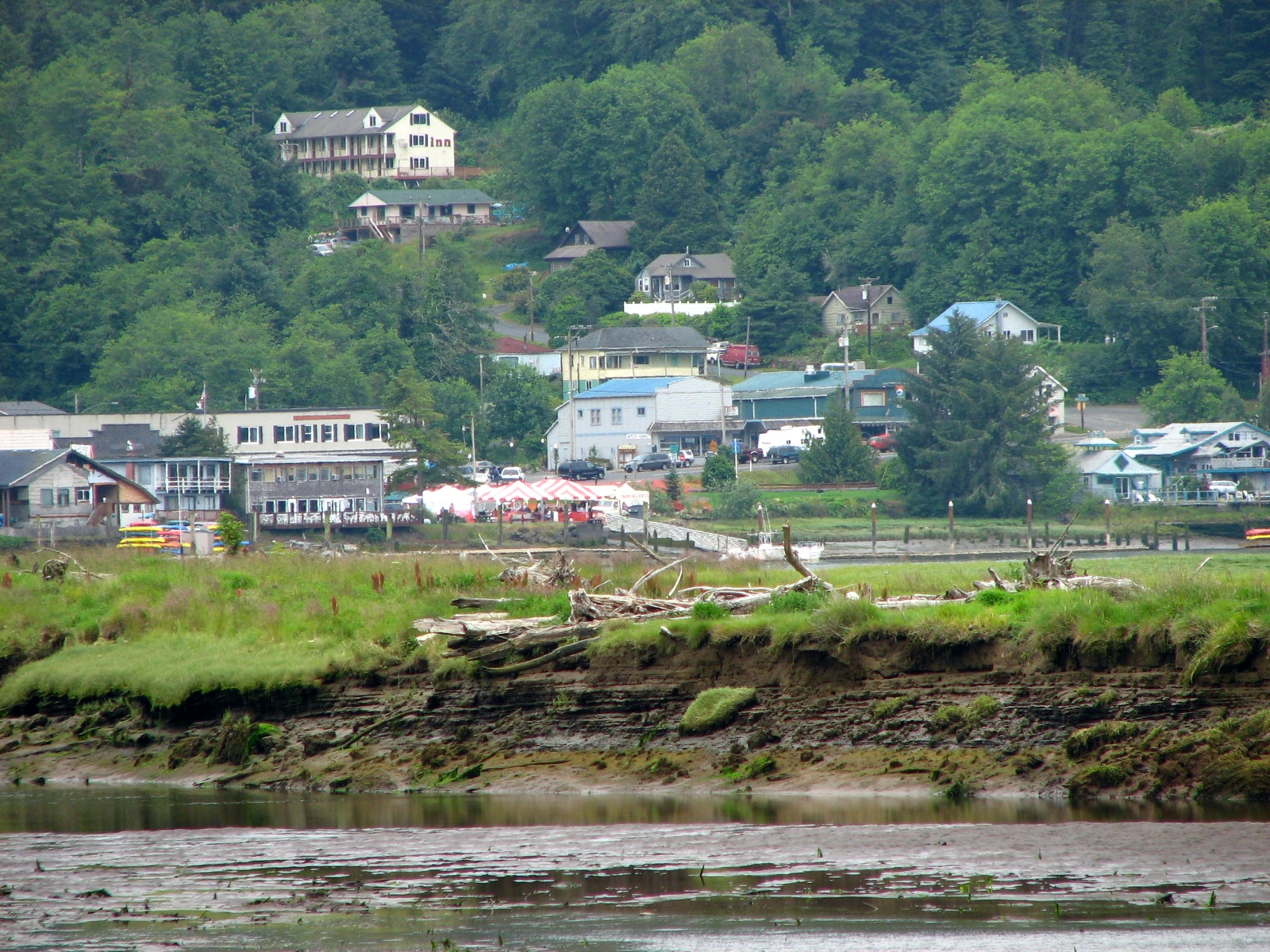
Wheeler

Đây là một danh sách chưa hoàn chỉnh, có thể không đáp ứng một số tiêu chuẩn nào đó về sự hoàn chỉnh. Bạn có thể giúp bằng cách mở rộng danh sách này thêm.

Đây là Danh sách các thành phố và các cộng đồng chưa hợp nhất tại tiểu bang Oregon gồm có tất cả các thành phố và nhiều cộng đồng dân cư chưa hợp nhất được sắp xếp theo thứ tự mẫu tự ABC. Các cộng đồng chưa hợp nhất được đánh dấu bằng loại chữ nghiêng.
Các thành phố trong bài này là chỉ hình thức chính quyền đô thị tự quản đã được hợp nhất tại Oregon. Trong lúc các làng (villages) và thôn xóm (hamlets) tồn tại ở Oregon nhưng chúng chỉ có ở Quận Clackamas mà thôi, và không giống như các đô thị tự quản vì quyền lực bị giới hạn của nó và thiếu các đặc tính nội trị (home rule).
Danh sách này không có phân biệt làng, thôn xóm, và các hình thức tổ chức địa phương khác ở Oregon; tất cả những hình thức khác không phải là thành phố được liệt kê dưới đây như là các cộng đồng chưa hợp nhất. Ngoài ra, một số cộng đồng chưa thành lập đứng riêng lẻ trước đây một phần hay toàn bộ đã được sáp nhập vào các thành phố lân cận; những cộng đồng này cũng được ghi bằng chữ nghiêng, và có một số được đánh dấu sao (*).

## A
Adair Village - Adams - Adel - Adrian - Agate Beach - Agness - Albany - Alfalfa - Algoma - Alicel - Allegany - Aloha - Alpine - Alsea - Alvadore - Amity - Andrews - Antelope - Apiary - Applegate - Arlington - Arock - Ash - Ashland - Ashwood - Astoria - Athena - Aumsville - Aurora - Austin - Azalea

## B
Baker City - Bandon - Banks - Barlow - Barview (Quận Coos)1 - Barview (Quận Tillamook) - Bay City - Beatty - Beaver - Beavercreek - Beaverton - Belknap Springs - Bellevue - Bend - Biggs - Bingham Springs - Birkenfeld - Blachly - Black Rock - Blalock - Blodgett - Blue River - Bly - Boardman - Bonanza - Bonneville - Boring - Boyd - Breitenbush - Bridal Veil - Bridge - Bridgeport - Brighton - Brightwood - Broadbent - Brogan - Brookings - Brooks - Brothers - Brownsmead - Brownsville - Buena Vista - Bull Run - Buncom - Burns - Burnt Woods - Butte Falls - Buxton

## C
Camas Valley - Camp Sherman - Canby - Cannon Beach - Canyon City - Canyonville - Carlton - Carpenterville - Carver* - Cascade Locks - Cascadia - Cave Junction - Cayuse - Cecil - Cedar Hills1* - Cedar Mill - Celilo Village - Central Point - Champoeg - Charleston - Chemult - Cherry Grove - Cherryville - Cheshire - Chiloquin - Christmas Valley - Clackamas - Clatskanie - Cloverdale - Coburg - Colton - Columbia City - Condon - Coos Bay - Copperfield* - Coquille - Corbett - Cornelius - Corvallis - Cottage Grove - Cove - Crabtree - Crane - Crawfordsville - Crescent - Crescent Lake - Creswell - Crow - Culp Creek - Culver - Curtin - Cushman

## D
Dairy - Dallas - Damascus - Danner - Days Creek - Dayton - Dayville - Deadwood - Dee - Deer Island - Denmark - Depoe Bay - Detroit - Dexter - Diamond - Diamond Lake - Dillard - Dilley - Disston - Donald - Dorena - Drain - Drew - Drewsey - Dufur - Dundee - Dunes City - Dunthorpe - Durham - Durkee

## E
Eagle Creek - Eagle Point - Echo - Eddyville - Eightmile - Elgin - Elk City - Elkton - Elmira - Elsie - Enterprise - Estacada - Eugene

## F
Fairview - Fall Creek - Falls City - Farmington - Fields - Finn Rock - Flora - Florence - Forest Grove - Fort Klamath - Fort Rock - Fort Stevens* - Fossil - Foster - Fox - Frenchglen - Friend

## G
Gales Creek - Galice - Gardiner - Garibaldi - Gaston - Gates - Gaylord - Gearhart - Gervais - Gibbon - Gilchrist - Gladstone - Glenada - Glendale - Gleneden Beach - Glenwood - Glide - Goble - Gold Beach - Gold Hill - Goshen - Government Camp - Grand Ronde - Granite - Grants Pass - Grass Valley - Gravelford - Greenhorn - Gresham

## H
Haines - Halfway - Halsey - Hamilton - Hamlet - Hammond* - Hampton - Happy Valley - Harbor - Hardman - Harlan - Harper - Harrisburg - Hebo - Helix - Helvetia - Heppner - Hereford - Hermiston - Hillsboro - Hines - Holdman - Holland - Holley - Homestead - Hood River - Hopewell - Horton - Hoskins - Hot Lake - Hubbard - Huntington

## I
Idanha - Idleyld Park - Imbler - Imnaha - Independence - Ione - Ironside - Irrigon - Island City

## J
Jacksonville - Jamieson - Jasper - Jefferson - Jewell - John Day - Johnson City - Jordan - Jordan Valley - Joseph - Junction City - Juntura

## K
Kamela - Kansas City - Keasey - Keizer - Keno - Kent - Kerby - Kernville - Kimberly - King City - Kings Valley - Kinton - Klamath Agency - Klamath Falls - Knappa

## L
La Grande - La Pine - Lacomb - Lafayette - Lake Oswego - Lake Creek - Lakeside - Lakeview - Langlois - Laurelwood - Lawen - Leaburg - Lebanon - Lexington - Lincoln Beach - Lincoln City - Lime - Lonerock - Long Creek - Lookingglass - Lorane - Lostine - Lowell - Low Pass - Lyons

## M
Mabel - Madras - Malin - Manning - Manzanita - Mapleton - Marcola - Marion - Marquam - Maupin - Mayger - Mayville - Maywood Park - McCredie Springs - McDermitt - McKenzie Bridge - McMinnville - McNary - Meacham - Medford - Medical Springs - Mehama - Merlin - Merrill - Metolius - Metzger1* - Midland - Mikkalo - Mill City - Millersburg - Millican - Milo - Milton-Freewater - Milwaukie - Minam - Minerva - Mission - Mist - Mitchell - Modoc Point - Mohawk - Mohler - Molalla - Monitor - Monmouth - Monroe - Monument - Moro - Mosier - Mount Angel - Mount Hood - Mount Vernon - Mulino - Murphy - Myrtle Creek - Myrtle Point

## N
Necanicum - Nehalem - Nesika Beach - Neskowin - Netarts - New Bridge - New Pine Creek - New Princeton - Newberg - Newport - Nimrod - North Bend - North Plains - North Powder - Norway - Noti - Nyssa

## O
Oak Hills1* - Oakland - Oakridge - Oatfield1 - O'Brien - Oceanside - Odell - Olene - Olney - Ontario - Ophir - Oregon City - Orenco* - Otis - Otter Rock - Owyhee - Oxbow

## P
Pacific City - Paisley - Parkdale - Paulina - Payette Junction - Pendleton - Perrydale - Philomath - Phoenix - Pilot Rock - Pine - Pine Grove - Pinehurst - Pistol River - Pittsburg - Pleasant Hill - Pleasant Valley - Plush - Pondosa - Portland - Port Orford - Post - Powell Butte - Powers - Prairie City - Pratum - Prescott - Prineville - Progress* - Prospect - Provolt

## R
Rainier - Redland - Redmond - Reedsport - Reedville - Remote - Rhododendron - Rice - Rice Hill - Richland - Rickreall - Riddle - Riley - Ritter - Rivergrove - Riverside - Riverton - Rockaway Beach - Rockcreek1 - Rogue River - Rome - Rose Lodge - Roseburg - Rowena - Roy - Ruch - Rufus

## S
Saginaw - St. Benedict - St. Helens - St. Joseph - St. Louis - St. Paul - Salem - Sams Valley - Sandy - Scappoose - Scholls - Scio - Scottsburg - Scotts Mills - Seal Rock - Seaside - Selma - Seneca - Shady - Shady Cove - Shaniko - Shedd - Sheridan - Sherwood - Siletz - Siltcoos - Silver Lake - Silverton - Sisters - Sitkum - Sixes - Skipanon - Sodaville - South Beach - Sprague River - Spray - Springbrook* - Springfield - Stafford - Stanfield - Stayton - Sublimity - Sulphur Springs - Summer Lake - Summerville - Sumner - Sumpter - Sunriver - Sutherlin - Svensen - Sweet Home - Swisshome

## T
Takilma - Talent - Tangent - Telocaset - Tenmile - Terrebonne - Thatcher - The Dalles - Tidewater - Tiernan - Tigard - Tillamook - Tiller - Timber - Toledo - Trail - Tri-City1 - Triangle Lake - Troutdale - Troy - Tualatin - Turner - Twin Rocks - Tygh Valley

## U
Ukiah - Umapine - Umatilla - Umpqua - Union - Unity

## V
Vale - Valley Falls - Valley Junction - Valsetz - Vanport* - Veneta - Vernonia - Vida - Villages at Mount Hood

## W
Wagontire - Waldport - Walker - Wallowa - Walterville - Walton - Wamic - Wankers Corner - Warm Springs - Warren - Warrenton - Wasco - Wauna - Waterloo - Wedderburn - Welches - Wemme - Wendling - West Linn - West Stayton - West Union - Westfall - Westfir - Weston - Westport - Wheeler - White City - Whiteson - Whitney - Wilbur - Wilderville - Willamina - Willamette* - Williams - Willow Creek - Wilsonville - Winchester - Winchester Bay - Winston - Wolf Creek - Wonder - Wood Village - Woodburn - Worden - Wren

## Y
Yachats - Yamhill - Yoncalla

## Z
Zena - Zigzag